# Mindre bergsnäsbjörn
Mindre bergsnäsbjörn (Nasuella olivacea) är ett rovdjur i familjen halvbjörnar (Procyonidae). Den är nära släkt med näsbjörnar i släktet Nasua men listas i släktet Nasuella, där den fram till 2009 var den enda arten.

## Kännetecken
Mindre bergsnäsbjörn liknar arten vanlig näsbjörn men är tydlig mindre och har dessutom en kortare svans samt en smalare skalle. Den täta och grova pälsen har en gråbrun färg och svansen har gulgrå-mörkbruna ringar. Liksom andra näsbjörnar har djuret en långsträckt rörligt nos. Arten når en kroppslängd (huvud och bål) mellan 36 och 39 centimeter och en svanslängd av 20 till 24 centimeter.

## Utbredning och habitat
Djuret lever i Colombia och i Ecuador. Mindre bergsnäsbjörn förekommer i skogar 1 300 till 4 260 meter över havet. Kanske når den i syd Peru. Populationen i Venezuela godkänns i nya taxonomiska avhandlingar som art, Nasuella meridensis.

## Levnadssätt
Det är inte mycket känt om artens levnadssätt. Det antas att den, liksom andra näsbjörnar, är aktiv på dagen och vistas främst på marken. Men den klättrar ibland i träd. Hanar lever uteslutande ensam och har avgränsade territorier, honor och ungdjur bildar grupper. Födan utgörs huvudsakligen av insekter som näsbjörnen gräver fram med sin nos. Den äter även mindre ryggradsdjur och troligtvis även frukter.

## Hot
Mindre bergsnäsbjörn är en sällsynt art med viss förmåga att anpassa sig till människan. Populationens minskning beror på förstöring av djurets levnadsområde och möjligtvis även på jakt. Arten dödas av hundar och tamkatter och ungdjur fångas för att hålla de som sällskapsdjur.